# Trachylepis boulengeri
Espèce
Synonymes
- Mabuya diesneri boulengeri Sternfeld, 1911
- Mabuya boulengeri Sternfeld, 1911

Trachylepis boulengeri est une espèce de sauriens de la famille des Scincidae.

## Répartition
Cette espèce se rencontre au Mozambique, en Tanzanie, dans l'est du Zimbabwe et dans le sud-est du Malawi.

## Étymologie
Cette espèce est nommée en l'honneur de George Albert Boulenger.

## Publication originale
- Sternfeld, 1911 : Zur Reptilien-Fauna Deutsch-Ostafrikas. Sitzungsberichte der Gesellschaft naturforschender Freunde zu Berlin, vol. 1911, p. 245-251 (texte intégral).